# School Days (film fra 1920)
School Days er en amerikansk stumfilm fra 1920 af Mort Peebles, Larry Semon og Norman Taurog.

## Medvirkende
- Larry Semon som Joe
- Lucille Carlisle
- Frank Alexander
- Al Thompson
- Frank Hayes
- Pete Gordon
- William Hauber